# ハルキウ天文台
ハルキウ大学天文学研究所（ウクライナ語: НДІ астрономії Харківського національного університету、英語: Institute of Astronomy, Kharkiv National University）は、ハルキウ天文台（ハルキウてんもんだい、ウクライナ語: Харківська астрономічна обсерваторія）、あるいはハリコフ天文台（ロシア語: Харьковская астрономическая обсерватория）とも呼ばれる、ウクライナのハルキウにあるハルキウ大学が1808年に設立した研究機関である。位置天文学や、太陽系内天体の物理学を主な研究課題とする。

## 設立
1808年、ハルキウ大学で応用数学教授を務めていた天文学者ヨハン・フートが中心となり、ハルキウ大学に天文学教室が発足した。これが、ハルキウ天文台の起源である。

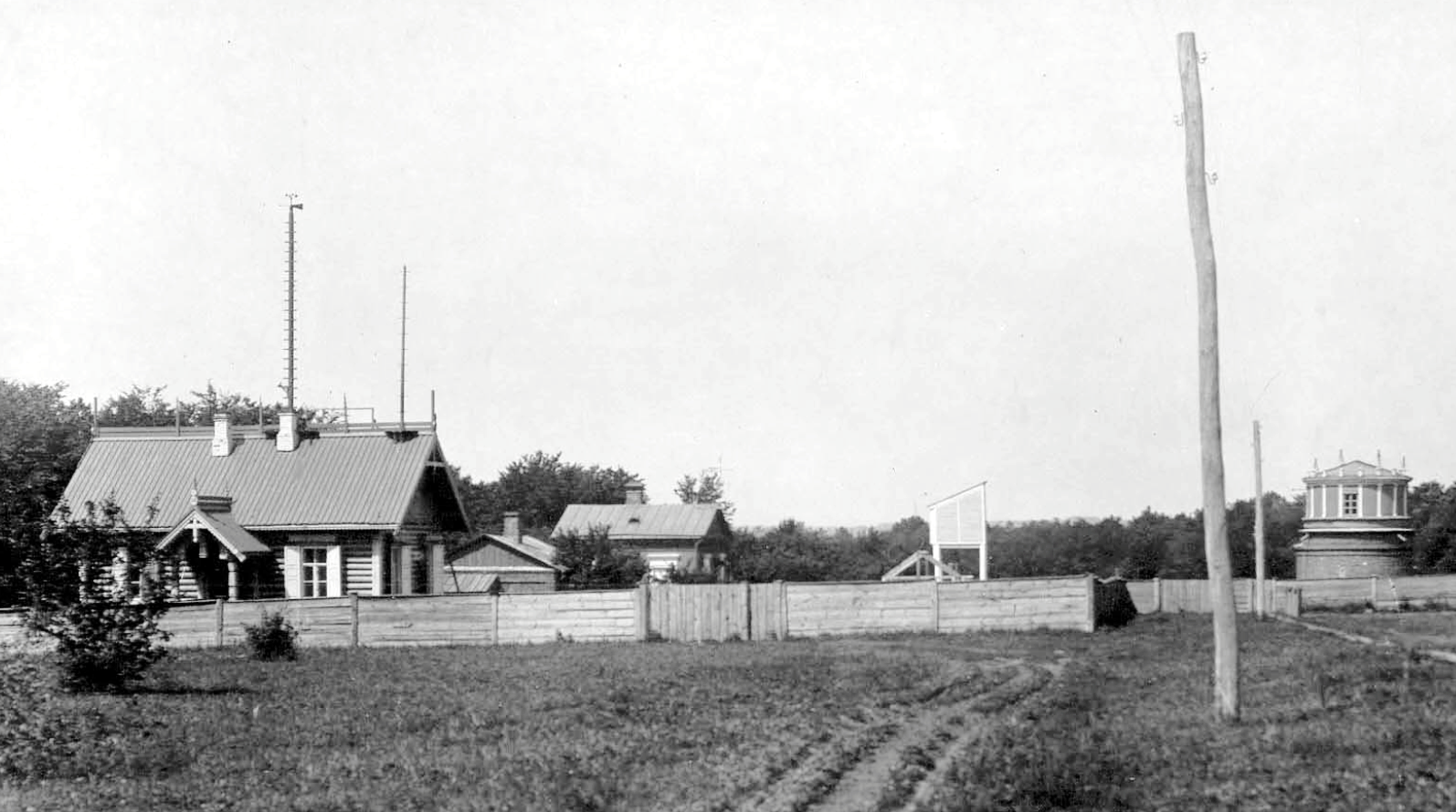
1890年代のハルキウ天文台。

その後、グリゴリー・レヴィツキーの尽力があって、1883年に天文台として認められ、1888年には独立した施設と専用の観測機器を有するに至った。

## 事績
天文台の新設から間もなくハルキウ大学に着任したルートヴィヒ・シュトルーヴェは、シュトルーヴェ家のお家芸である位置天文学に力を入れ、黄道帯の恒星、エロスの参照星、周極星などの位置をまとめた優れた星表を作成した。
シュトルーヴェは、ロシア内戦でハルキウからシンフェロポリへ避難する際に、祖父や父から受け継いだ貴重な資料をハルキウに残していったが、それらがロシア内戦や、その後の独ソ戦を通じて失われずに済んだのも、ハルキウ天文台の天文学者達の努力の賜物である。
その後、惑星科学が専門のニコライ・バラバショフによって、ハルキウ天文台は太陽物理学や惑星科学の一大研究拠点となった。これによって、ソ連の宇宙探査にも協力し、史上初の月の裏側の写真撮影や、それに基づく月の裏側の地図作成、月の表面や土壌の研究に貢献した。

## 観測機器
ハルキウ天文台にある代表的な観測機器には、子午環、スペクトロヘリオスコープ、70cm反射望遠鏡などがある。

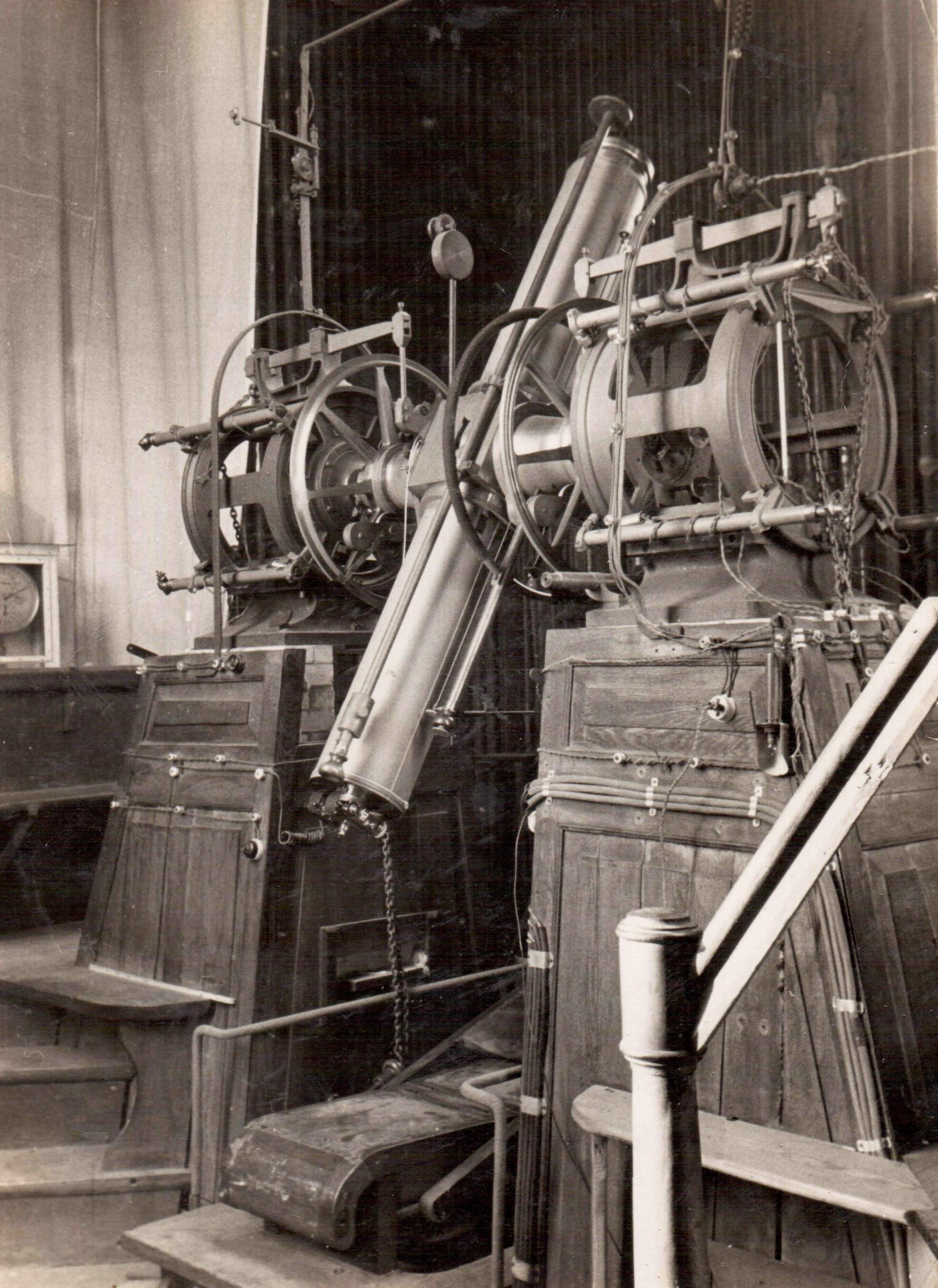
ハルキウ天文台の子午環（1904年）。

レプソルト子午環は、ルートヴィヒ・シュトルーヴェも使用した、ハルキウ天文台の位置天文学を象徴する観測機器で、AG星表や基本星表などを作成する国際共同観測に参加するという意味でも重要なものだった。
スペクトロヘリオスコープは、バラバショフらが天文台の工房で開発したもので、ソ連の国産第一号となるスペクトロヘリオスコープであった。
口径70cm反射望遠鏡（AZT-8）は、計画時にはハルキウ天文台のあるハルキウの商業地区は都市化が進んだことで、光学観測に適さなくなっており、南東へ70km程離れた郊外のチュフイウ地区、Hrakovo村の近くに設けたチュフイウ観測局に設置された。

## 研究分野
ハルキウ天文台で研究が行われている分野は、位置天文学、太陽、月・惑星の物理学、衛星・小惑星・彗星などの太陽系小天体の物理学、といったものが主に挙げられる。

## 主な天文学者
ハルキウ天文台で活躍した主な天文学者には、ルートヴィヒ・シュトルーヴェ、ニコライ・バラバショフの他に、シュトルーヴェの後を継いで位置天文観測を推進したニコライ・エフドキモフや、ボリス・オスタシュチェンコ＝クドリャフツェフ（Borys Ostashchenko-Kudryavtsev）などがいる。

## ギャラリー

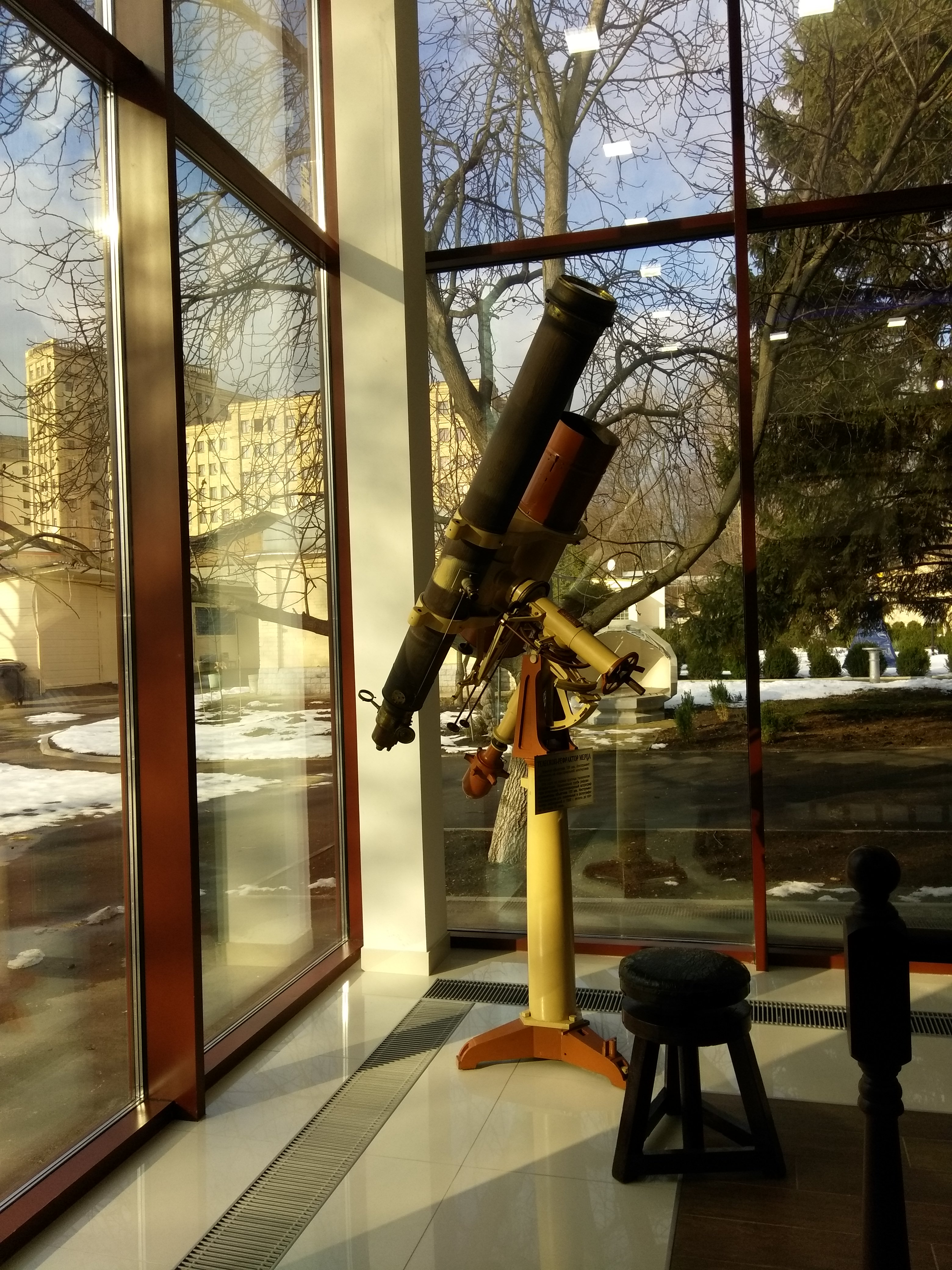
展示されている歴史的望遠鏡。
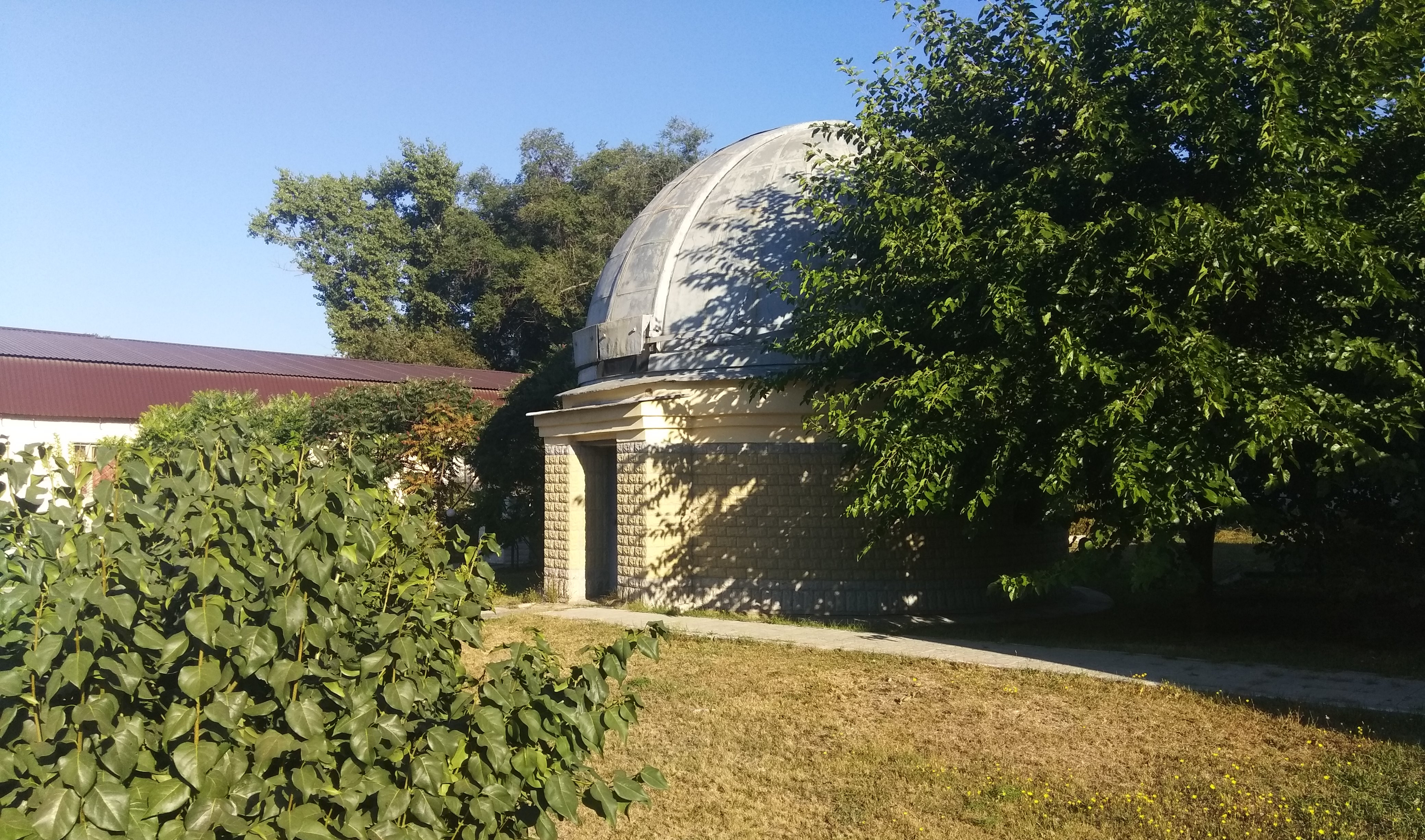
台内の望遠鏡棟。